# Berliner Wäschefabrik

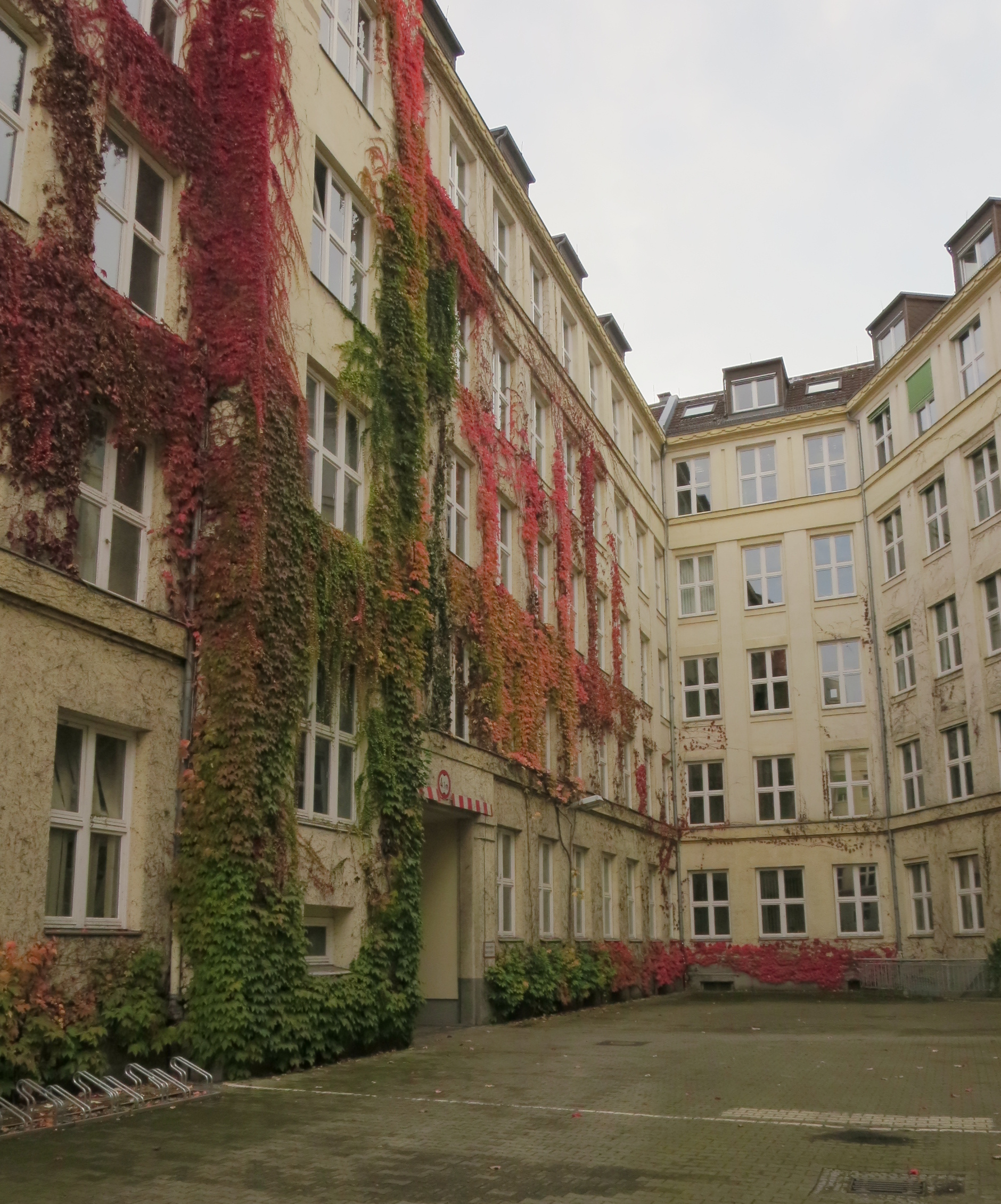
Innenhof der ehemaligen Berliner Wäschefabrik

Die Berliner Wäschefabrik ist ein ehemaliges Fabrikgebäude der gleichnamigen Aktiengesellschaft im Berliner Ortsteil Wedding. Heute wird das denkmalgeschützte Gebäude unter anderem durch die IB Hochschule für Gesundheit und Soziales genutzt.

## Geschichte
Nach der Neuaufteilung der Flächen im Rahmen des Hobrechtplans 1862 verblieb zwischen den Wohnhäusern an der Pankstraße und dem Bahndamm der Ringbahn eine Blockinnenfläche, die nur über eine Zufahrt an der Gerichtstraße 27 zu erreichen ist. Die 1858 gegründete Berliner Wäschefabrik AG, vormals Gebrüder Ritter, ließ hier 1910–1912 ein fünfgeschossiges Fabrikgebäude errichten, das einen länglichen Innenhof bildet. Der Entwurf wird dem Architekten Martin Punitzer zugesprochen. Die Fabrik wurde vollständig mit Eisenbeton gebaut, einem damals neuartigen Baustoff. Der strenge neoklassizistische Aufbau wurde bautechnisch bedingt stark vereinfacht, es gibt keinerlei differenzierende Gliederungen oder Bauschmuck.
Heute wird das Gebäude vom Finanzamt und verschiedenen Gewerben genutzt. Bis Juni 2020 war auch die medizinische Akademie der IB-Hochschule Berlin dort ansässig.
Eine Gedenktafel für die Besitzer der Berliner Wäschefabrik AG, Ulla und Moritz Rosenthal, wurde am 29. April 1999 von den Berliner Wasserbetrieben an der Neuen Jüdenstraße 1 im Ortsteil Mitte angebracht.